# Kichha
Kichha är en ort i Indien.   Den ligger i distriktet Udham Singh Nagar och delstaten Uttarakhand, i den norra delen av landet, 230 km öster om huvudstaden New Delhi. Kichha ligger 208 meter över havet och antalet invånare är 34 904.
Terrängen runt Kichha är mycket platt. Runt Kichha är det tätbefolkat, med 735 invånare per kvadratkilometer. Närmaste större samhälle är Baheri, 15,4 km söder om Kichha. Trakten runt Kichha består till största delen av jordbruksmark.